# Karaiimivka, Starokosteantîniv
Karaiimivka (în ucraineană Караїмівка) este un sat în comuna Vesneanka din raionul Starokosteantîniv, regiunea Hmelnîțkîi, Ucraina.

## Demografie
Componența lingvistică a localității Karaiimivka
     Ucraineană (100%)
Conform recensământului din 2001, toată populația localității Karaiimivka era vorbitoare de ucraineană (100%).